# Brody Dalle
Brody Dalle (Bree Joanna Alice Robinson, Fitzroy, Melbourne, Australië, 1 januari 1979) was de zangeres, songwriter en gitariste van de punkband The Distillers. Tegenwoordig zingt ze met haar nieuwe punkband Spinnerette, die ze heeft opgericht in 2007.
Brody was 16 toen ze Tim Armstrong, zanger van de punkband Rancid leerde kennen. Een paar weken na haar achttiende verjaardag trouwde ze met hem. Het punkkoppel scheidde in 2003. Daarna huwde ze met frontzanger Josh Homme van Queens of the Stone Age. Op 17 januari 2006 kregen ze hun eerste kind.
The Distillers zijn in 2006 officieel uit elkaar gegaan. Daarna richtte Brody Dalle een nieuwe punkband op, Spinnerette. Het debuutalbum, Ghetto Love, verscheen in 2008; in 2009 volgde Spinnerette.
In 2014 verscheen haar solodebuutalbum Diploid Love.

## Discografie

### The Distillers
- The Distillers (2000)
- Sing Sing Death House (2002)
- Coral Fang (2003)

### Spinnerette
- Ghetto Love (2008) (EP)
- Spinnerette (2009)

### Solo
- Transplants - Transplants (2002) (gastoptreden)
- Queens of the Stone Age - …Like Clockwork (2013) (gastoptreden)
- Diploid Love (2014)

- Bibsys: 7012287
- Bibliothèque nationale de France: cb161368969 (data)
- Gemeinsame Normdatei: 135353068
- International Standard Name Identifier: 0000 0000 5671 2956
- Library of Congress Control Number: n2019001545
- MusicBrainz: 162aa6e5-4b35-4428-8c2a-ad036e875948
- Système universitaire de documentation: 185422438
- Virtual International Authority File: 80128595
- WorldCat: E39PBJymxpDP4tKdQgH37Wyrv3